# 全球社會政策
《全球社會政策》（Global Social Policy）是一份2001年起出版的加拿大社會政策學術期刊，由SAGE Publications出版，現任主編群包括巴爾西利國際關係學院（Balsillie School of International Affairs）政治學教授傑拉德·博伊丘克（Gerard Boychuk）、瑞妮·馬漢（Rianne Mahon）與麥克馬斯特大學政治學教授史帝芬·麥克布萊德（Stephen McBride）。該期刊收錄與社會政策相關的研究論文，尤其是在國際政策研究方面。

## 外部連結
- 《全球社會政策》在出版社官網的介紹（页面存档备份，存于） （英文）